# Павле Ксиропотамски
Павле Ксиропотамски (јез-гр. Παυλος Ξηροποταμινος; рођ. Прокопије; IX век, Византија - IX век, Атос) - православни светитељ, у лику преосвећеног. Обновио је монашки живот на Атосу. Живео је у манастиру Ксиропотам и основао манастир светог Павла на Атосу.

## Биографија
Рођен у Цариграду у породици византијског цара Михаила I Рангабе и крштен је именом Прокопије. Цар Михаило је 813. године дао оставку на своја овлашћења и примио монашки постриг, а нови цар Лав V Јерменин, видећи дечака као конкурента у борби за престо, кастрирао га је.
Прокопије је стекао високо образовање. Аутор је „Беседе о уласку у храм Пресвете Богородице“, канона Четрдесет мученика и канона Крсту Господњем (писан јамбским триметром).
У просјачкој одећи, Прокопије је стигао на Атос, где је изабрао да живи у месту званом Ксиропотам („суви поток“), на коме су се налазиле рушевине старог манастира, уређеног о трошку царице Пулхерије и посвећен Четрдесеторици мученика Севастијских. Примио је монашки постриг од пустињака Козме са именом Павле. Живео је као подвижник и био поштован као прави подвижник и молитвеник.
Ступањем на византијски престо цара Романа I Лакапина, монах је преко протата позван у Цариград, где му је приређен величанствен дочек. Пошто је излечио цареву болест, монах је одбио понуду да остане у престоници и вратио се на Атос, тражећи од захвалног цара помоћ у обнављању манастира Ксиропотама. По обнављању манастира и освећењу саборне цркве у њему, на свети престо стављен је део Часног Дрвета Животворног Крста Господњег, који је светом Павлу пренео цар Роман. Поверивши управљање Ксиропотамом једном од својих ученика, монах Павле се повукао у забачену пустињу, али када је његово строго ћутање поново прекинуто од стране ученика који нису хтели да напусте свог старца, монах је затражио од цара средства за изградњу новог манастира, посветивши га светом великомученику и победоносцу Георгију. Поставши први настојатељ новог манастира, монах Павле је у њега унео и честице Часног дрвета Часног Крста.
Добивши од Бога глас о својој скорој смрти, монах Павле је сабрао братију манастира Ксиропотама и новооснованог манастира Светог Георгија и дао им последњу поуку. На дан упокојења, монах Павле је обукао мантију, прочитао молитву светог Јоаникија коју је непрестано читао: „Нада моја је Отац, уточиште моје је Син, моја заштита је Дух Свети, Света Тројице, слава Теби“, и причестивши се Светим Христовим Тајнама Павле је завештао да се његово тело сахрани на полуострву Лонгос.
Када је тело покојника транспортовано на сахрану, лађа је изнешена далеко на море и на крају путовања изнета на обалу Цариграда, где су цар и цариградски патријарх примили тело светитеља са посебним поштовањем и свечано га положили у Великој Цркви. После пораза Цариграда од крсташа, мошти светог Павла пренете су у Венецију.
Умро је 28. јула 820. године.